# Donald Sankey Farner
Donald Sankey Farner (* 2. Mai 1915 in Waumandee, Wisconsin; † 18. Mai 1988 in Marysville, Washington) war ein US-amerikanischer Ornithologe und Tierphysiologe.

## Leben
1937 erwarb Farner den Bachelor-Abschluss mit der Auszeichnung summa cum laude und 1939 den Master of Arts an der Hamline University. 1941 wurde er an der University of Wisconsin–Madison zum Ph.D. promoviert. Während seines Studiums lernte er die Doktorandin Dorothy S. Copps, die er im Dezember 1940 heiratete. Aus dieser Ehe gingen eine Tochter und ein Sohn hervor. Nach einer Dozententätigkeit in Zoologie an der University of Wisconsin begann Farner mit seinem aktiven Militärdienst im Medical Service Corps der United States Navy, wo er von 1943 bis 1945 im Rang eines Leutnants diente. Anschließend blieb er im aktiven Dienst der U. S. Naval Reserve und schied mit dem Dienstgrad eines Captains aus. Nach seiner Zeit in der Navy war Farner von 1946 bis 1947 Assistenzprofessor für Zoologie an der University of Kansas und nahm 1947 eine Stelle als außerordentlicher Professor für Zoologie an der Washington State University in Pullman an. 1952 wurde er dort zum Professor für Tierphysiologie befördert. Von 1952 bis 1965 war er Dekan der Graduate School. Im selben Jahr wechselte Farner an die University of Washington, wo er von 1966 bis 1981 den Vorsitz der Abteilung für Zoologie sowie 1969 bis 1974 den Vorsitz der Abteilung für Biologie und Landwirtschaft und den Vorsitz der Abteilung für Biowissenschaften des Nationalen Forschungsrates innehatte. 1985 ging er als Professor emeritus in den Ruhestand. Beruflich blieb er bis kurz vor seinem Tod aktiv.
Farner war Autor oder Co-Autor von etwa 260 wissenschaftlichen Publikationen. Die ersten vier davon, die zwischen 1941 und 1948 veröffentlicht wurden, stammen aus seiner Dissertation und befassen sich mit Aspekten der Verdauungsphysiologie bei Haushühnern.
Während seiner Militärzeit widmete sich Farner der Erforschung von Krankheiten, die durch Arthropoden übertragen werden. Von 1943 bis 1947 veröffentlichte er Arbeiten über die Taxonomie von Stechmücken und Laufmilben (Trombiculidae) sowie deren Rolle als Krankheitsüberträger. Die ersten seiner Notizen und Abhandlungen über die Naturgeschichte von Fischen, Salamandern, Reptilien und Vögeln im Crater-Lake-Nationalpark erschienen 1942. Seine Monographie The Birds of Crater Lake erschien 1952. In dieser Zeit veröffentlichte Farner auch mehrere bedeutende Studien über Vogelzählungen und Philopatrie, bei denen er die Daten von Vogelberingungen verwendete.
In den 1940er Jahren führte Farner seine ersten Studien zur photoperiodischen Steuerung des Jahreszyklus von Vögeln durch, bei denen er von seinen ersten Schülern L. Richard Mewaldt, Allan C. Wilson und James Roger King assistiert wurde. 1950 veröffentlichte er darüber den Artikel The annual stimulus for migration in der Zeitschrift Condor. Drei Jahrzehnte betrieb Farner Studien über die Photoregulation, die Reproduktionsbiologie und die Endokrinologie bei Vögeln. Andere Themenbereiche befassten sich unter anderen mit der Thermoregulation bei Seevögeln.
Von 1964 bis 1967 war Farner Generalsekretär und von 1967 bis 1973 war er Präsident der International Union of Biological Sciences. 1941 wurde er Mitglied der American Ornithologists’ Union, wo er von 1973 bis 1975 Präsident und Herausgeber von der Zeitschrift The Auk war. 1978 war er Präsident des International Ornithological Congress in Berlin.
Ferner war er Mitglied der American Association for the Advancement of Science, der American Physiological Society, der American Society of Zoology, des American Institute of Biological Sciences, der American Society of Naturalists, der American Chemical Society, der Society for Endocrinology, der Ecological Society of America, der Society for Systematic Zoology, der Cooper Ornithological Society, der Deutschen Ornithologen-Gesellschaft, der Ornitologiska Föreningen i Finland (heute BirdLife Suomi) sowie bei den akademischen Vereinigungen Phi Beta Kappa, Sigma Xi, Phi Kappa Phi, Phi Sigma, Gamma Alpha und Omicron Delta Kappa.
Zu seinen Auszeichnungen gehörten ein Guggenheim-Stipendium im Jahr 1957 und die Brewster-Medaille der American Ornithologists’ Union im Jahr 1960.

## Schriften (Auswahl)
- The Birds of Crater Lake National Park, University Press of Kansas, 1952.
- Photoperiodism in Animals, Heath (Boston, MA), 1964.
- (Hrsg. mit James R. King): Avian Biology, Academic Press, Volume I, 1971, Volume II, 1972, Volume III, 1973, Volume IV, 1974, Volume V, 1975.
- (Hrsg.) Breeding Biology of Birds, National Academy of Sciences, 1973.
- (mit Andreas Oksche) Neurohistological Studies of the Hypothalamohypophysical System of Zonotrichia leucophrys gambelii, Springer-Verlag, 1974.
- (Hrsg. mit Ivan Assenmacher) Environmental Endocrinology: Proceedings of an International Symposium Held in Montpellier, France, 11–15 July 1977, Springer-Verlag (Berlin, Germany) (New York, NY), 1978.
- (mit Karl Lederis) Neurosecretion: Molecules, Cells, and Systems, Plenum Press (New York, NY), 1981.